# New Brighton Tower Football Club
El New Brighton Tower Football Club, más conocido como New Brighton Tower FC o simplemente New Brighton Tower, fue un club de fútbol inglés, del baleario de New Brighton en el condado de Merseyside. New Brighton Tower jugó tres temporadas en el Football League Championship desde 1898 hasta 1901.

## Historia
Cerca del término del siglo XIX, New Brighton fue un baleario popular para los trabajadores de las ciudades de Liverpool y Manchester. En 1896 el trabajo fue empezado para construir una torre de observación. La empresa que quiso construir la torre quiso también un club de fútbol para ganar dinero durante invierno. Con el dinero de la empresa, New Brighton Tower compró jugadores internacionales, y por eso fue conocido como The Team of Internationals (el equipo de internacionales), pero fue más conocido como The Towerites (los de la Torre).
El New Brighton Tower fue elegido para jugar en la Football League Championship en 1898 como un de cuatro nuevos equipos. El club no ganó muchos aficionados debido a los otros equipos del noroeste de Inglaterra: Manchester United, Manchester City, Liverpool FC y Everton FC. El New Brighton Tower fue mirando por una media de 1000 espectadores pero tenía un estadio para 100 000. Terminó en el 4.º lugar en la Championship de la temporada de 1900-01 pero renunció de la liga en septiembre de 1901 y fue reemplazado por Doncaster Rovers.
La torre, con una altura de 189,3 m, fue demolida después de la Primera Guerra Mundial. En 1921 otro club, New Brighton Football Club, fue fundado y fue elegido a la liga en 1923.
En su primera temporada (1898-99), New Brighton Tower llevó camisetas a mitades azules y blancos (como Blackburn Rovers), pantalones blancos y medias negras. La temporada siguiente, llevó camisetas blancas, pantalones negros y medias negras. En su última temporada el club llevó camisetas rosas con un cuello negro, pantalones negros y medias negras.